# 毛蕊花
毛蕊花（学名：Verbascum thapsus），为玄参科毛蕊花属下的一个植物种。
这种植物原生于非洲与亚洲北部,后期引进到了美洲和澳大利亚。

## 用途
可作為緩瀉劑和止痛劑。且有助於睡眠。內服有助於去疣，消除充血的情況。有助於氣喘、支氣管炎、呼吸困難、耳朵痛、甘草熱。用於腎臟病的處方中可減輕發炎。